# Metalinhomoeus pareffilatus
Metalinhomoeus pareffilatus är en rundmaskart. Metalinhomoeus pareffilatus ingår i släktet Metalinhomoeus, och familjen Linhomoeidae. Arten är reproducerande i Sverige.